# 斯諾峰

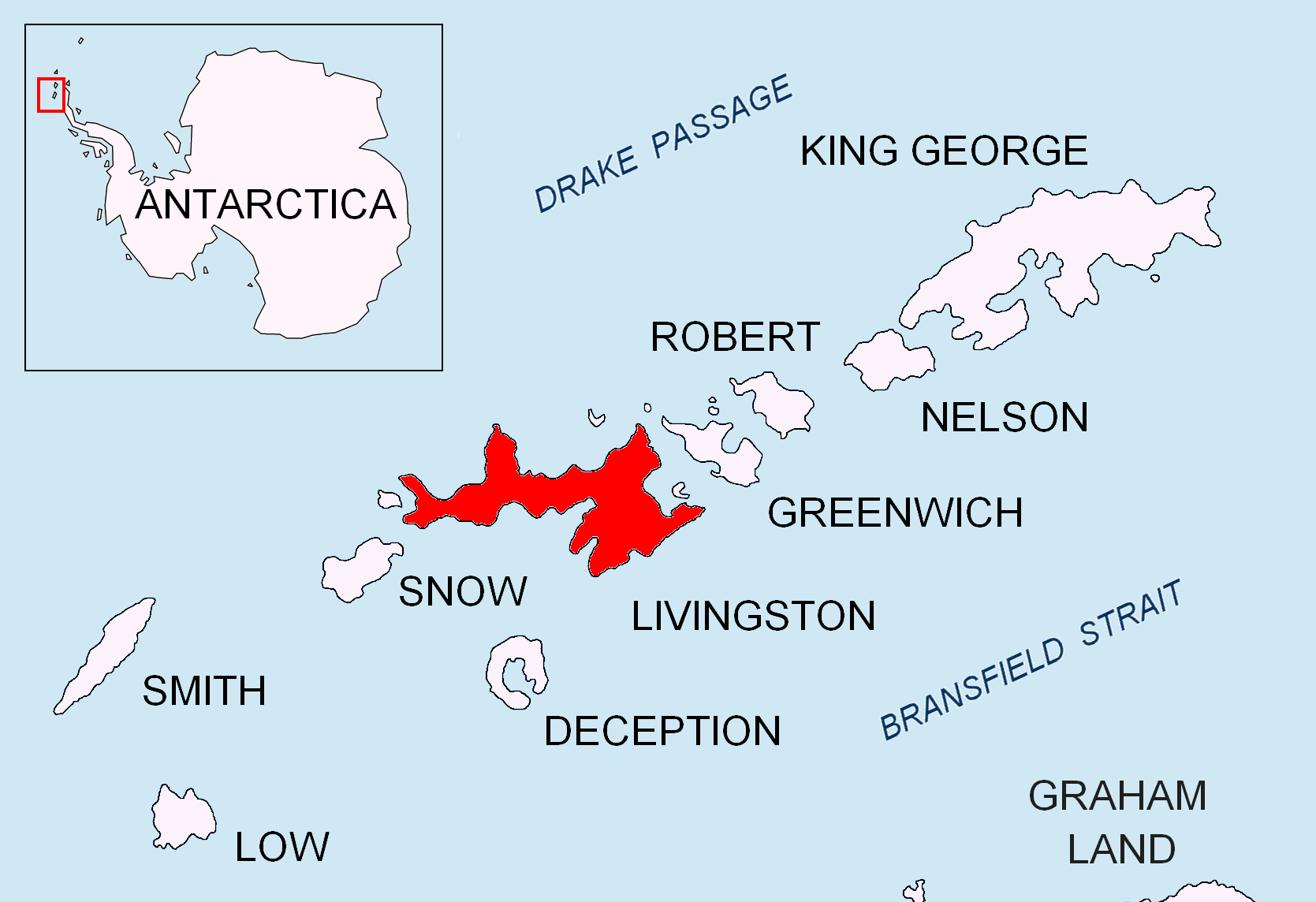

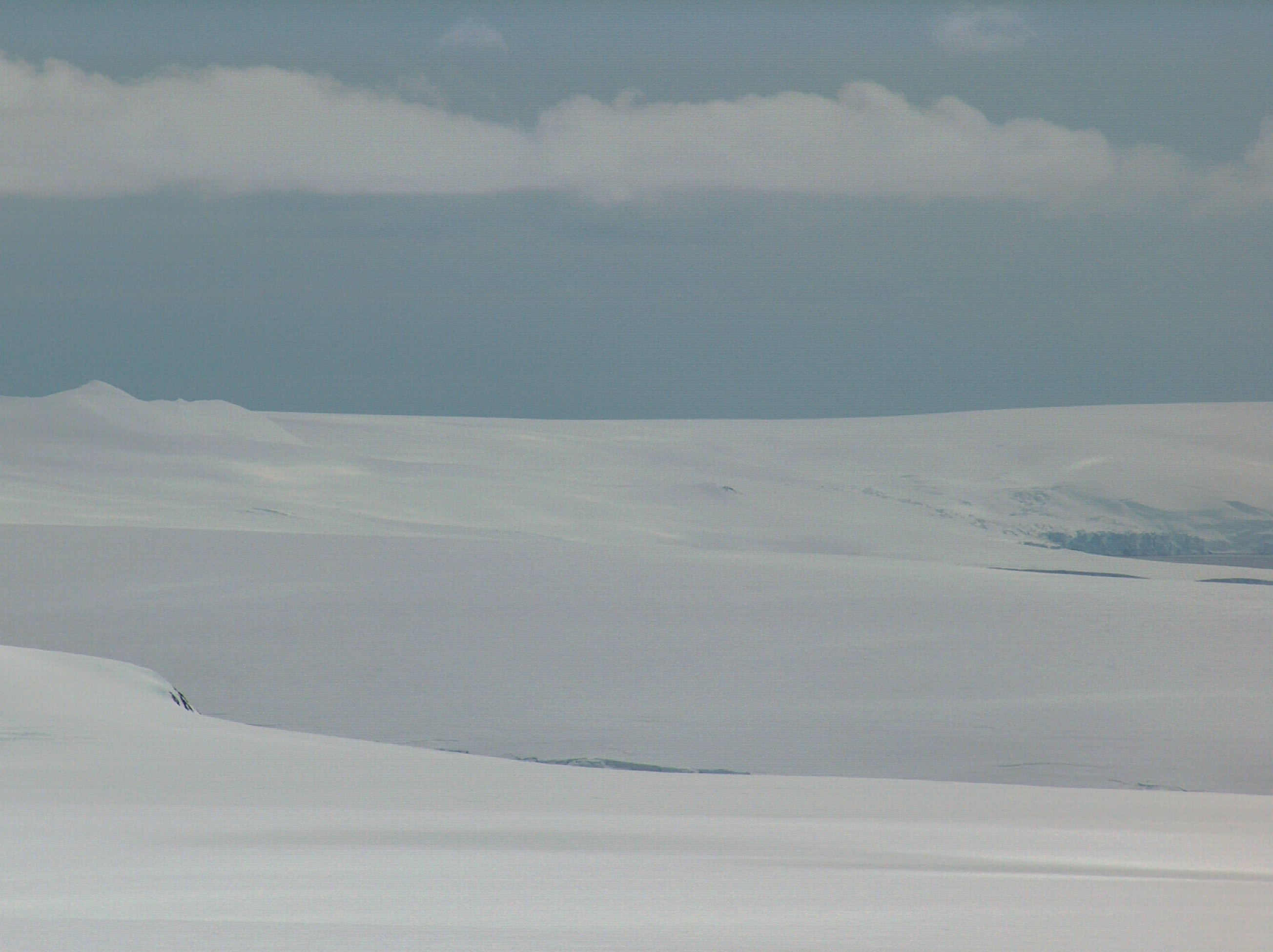

斯諾峰（英語：Snow Peak）是南極洲的山峰，位於南設得蘭群島中利文斯頓島西部，海拔高度428米，處於阿維特海爾角西南面2.92公里、卡薩諾瓦斯峰以東2.83公里、烏斯特拉峰西北面7.04公里。

## 外部連結
- SCAR Composite Antarctic Gazetteer（页面存档备份，存于）.